# Анемари Мозер
Анемари Мозер (на немски: Annemarie Moser) е австрийска поетеса и писателка.

## Биография и творчество
Анемари Мозер е родена на 17 август 1941 г. във Винер Нойщат, Австрия. След завършване на гимназията работи като стажантка в офис, а после като счетоводителка до 1979 г. Първата ѝ публикация е през 1977 г.
Първата ѝ книга, стихосбирката „Обръщения“ (Anreden), е издадена през 1980 г. Следват и книгите ѝ с лирика „Прелом на сърцето“ (1984), „Кредо с принадлежности“ (1998), „Полагане на коловози“ (2000), „Пътешествие над розовата арка“ (2005), „Периферията на щастието“ (2009), и др. На български е издадена книгата ѝ „От сянката на мълчанието“ (2001) в превод на Кръстьо Станишев.
В допълнение към своите публикации тя има множество литературни приноси към антологии, вестници и списания, публикува фейлетони в Die Furche, медийна критика и социално-критични статии в Aktion Mitmensch aktuell.
За творчеството си е удостоена с множество награди, включително наградите „Ото Шьосл“ (1982), „Наградата за култура на град Винер Нойщат“ (1991), „Почетната награда на Долна Австрия“ (1996).
Член е на австрийския ПЕН клуб, на Асоциацията на австрийските писатели, на кръга „Литературен подиум“, както и на други.
Анемари Мозер живее със семейството си във Винер Нойщат.

## Произведения

### Самостоятелни романи
- Türme (1981)[3][4]
- Die vergitterte Zuflucht (1982)
- Das eingeholte Leben (1986)
- Andeutungen eines lebendigen Menschen (1991)

### Поезия
- Anreden. Gedichte (1980)[3][4]
- Umbruch des Herzens (1984)
- Spuren legen (2000)
- Credo mit Zubehör (2000)
От сянката на мълчанието : Лирика, изд. „Агрипина“ (2001), прев. Кръстьо Станишев (включва стихове от Anreden, Umbruch des Herzens и Credo mit Zubehör)
- Reise über den Rosenbogen (2005) – с илюстрации на Георг Кьонигщайн
- Ausgewählte Gedichte (2006) – избрана поезия
- Flugsandflug. Gedichte (2015)
- Morgenlichtwind in den Pappeln (2020)

### Сборници
- Wie weiß die Gipfel der See (2000) – проза, с фотографии на Елфриде Мейчар
- Die Peripherie des Glücks (2009) – разкази
- Keine Zeugen (2016) – разкази

## Награди
- 1978 Награда за признание на провинция Долна Австрия[3][4]
- 1980 Награда за поощрение на провинция Долна Австрия
- 1980 1-ва награда в конкурса за профилни автори
- 1980 Награда за книга на Федералното министерство на образованието, науката и изследванията
- 1982 Награда „Ото Шьосл“
- 1983 Литературна награда на Федералното министерство
- 1985 Промоционална награда от Фонда за дарения „Теодор Кьорнер“
- 1986 Промоционална награда за поезия на Федералното министерство
- 1987 Награда за признание град Винер Нойщат за литература[5]
- 1991 Награда за култура град Винер Нойщат за литература
- 1996 Почетна награда на Долна Австрия за литература
- 2019 Награда „Ирен Харанд“